# میکله مالاسپینا
میکله مالاسپینا (ایتالیایی: Michele Malaspina؛ ۱۶ اوت ۱۹۰۸ – ۱۳ ژانویهٔ ۱۹۷۹) بازیگر و صداپیشهٔ اهل ایتالیا بود.
از فیلم‌هایی که وی در آن نقش داشته است، می‌توان به رؤیای زورو، ستارگان پائین را می‌نگردند،  زندگی سگی، مهاجران، سواره‌نظام، عاشقان پیشین، سرنوشت، دکتر آنتونیو و ناپلی‌ها در میلان اشاره کرد. وی برای یک مدت طولانی به عنوان بازیگر رادیو و دوبلور فعالیت می‌کرد.